# Tragédia
A tragédia drámai műfaj, az ókorban alakult ki a színjátszással együtt. Ókori képviselői: Aiszkhülosz, Szophoklész, Euripidész.
A tragédia középpontjában egy konfliktus áll és egy tragikus hős, aki bátran szembeszáll az egész világgal, vállalja önmagát és valamilyen magasztos célért küzd. Általában hibái is vannak, ennek ellenére vagy épp ezért azonosulni tudunk vele. Egyedül harcol, magára marad és végül el is bukik, de erkölcsi győztesként bukik el. Konfliktusrendszer: a szereplők viszonyulása a konfliktushoz és ezzel együtt a tragikus hőshöz.

## Kialakulása
Az ókori görög kardaloknak 3 fajtája volt:
1. Dithürambosz: Dionüszosz isten tiszteletére
2. Epinikion: Zeusz, Az olimposzi istenek, valamint az olimpiai győztesek tiszteletére
3. Paián: Apollón tiszteletére

## A dionüszoszi istentiszteletek
Dionüszosz az antik görögök kedvenc istene volt. Tiszteletére voltak elfogadott és a társadalom által nem elfogadott szertartások. 

## A polisz vezetése által elfogadott, intézményesített szertartások
- a) kis dionüsszeia = Lenaia: január-február, csak Athén
- b) nagy dionüsszeia: március, egész görög világ

Rendjük: Egy ég felé nyitott templom (színház) oltárára behozták Dionüszosz szobrát. Körkórusban dithüramboszokat énekeltek az isten tiszteletére. Ezeket az 50 tagú szatürosz jelmezbe öltözött férfikórus adta elő.
Ebből alakult ki az elnevezés: tragosz + oidé = kecskebakok + ének

## Tiltott ógörög szertartások
Dionüszosz isten tiszteletére rendeztek a polisz által tiltott szertartásokat, amelyeket a sötét erők ünnepeiként a téboly, az őrület rítusaként értelmeztek. A polisz korának civilizált, formaalkotó kultúrája az ősi, archaikus korszakból származó, kegyetlennek, visszataszítónak vélt szertartásokat már  nem tűri el. Kitiltja, és törvénnyel sújtja polgárainak körében. Ettől függetlenül ezek a szertartások nagyon népszerűek, és titokban tovább léteznek.  pl.: bakkhanáliák, a bakkhánsnők által művelt Dionüszosz-szertartások.

## A dithürambosztól a tragédiáig
I. e. 6. században Theszpisz megteremti az első színészt:Protagonisztrészt
Az előadás előtt előbeszédet mond (Prologosz), az előadást pedig közbevetésekkel megszakítja (Epeiszodion)
Theszpiszről nagyon kevés forrás maradt fenn.

## Nevezetes tragédiák (csak példának)
- Antigoné
- Oidipusz
- Hamlet
- Rómeó és Júlia
- Phaedra
- Bánk bán